# Texas and Pacific Railway

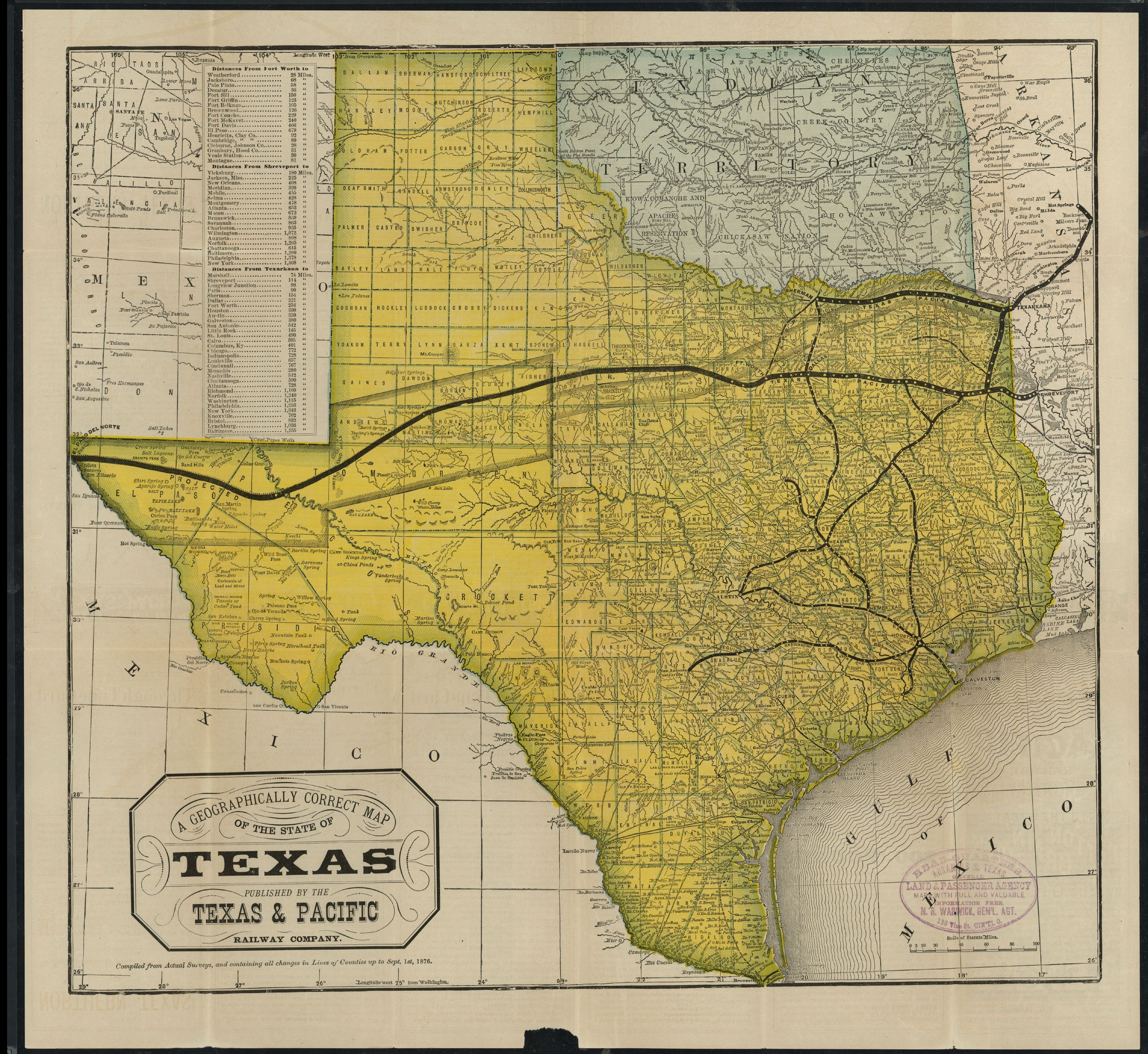
Karte, 1878

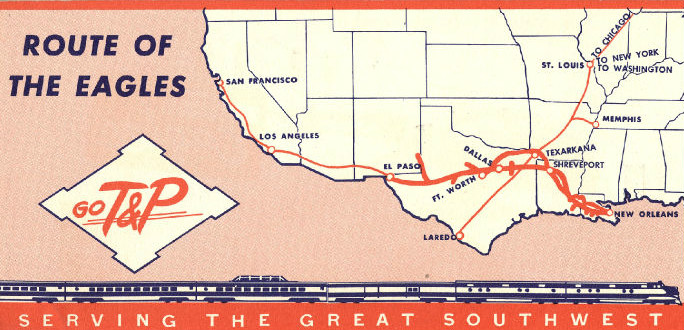
Karte, 1950s

Die Texas and Pacific Railway Company, kurz Texas Pacific, wurde am 3. März 1871 als Texas Pacific Railroad Company gegründet. Der Name wurde am 2. Mai 1872 in die endgültige Firmenbezeichnung umgewandelt. Die Texas Pacific war eine der wenigen Eisenbahngesellschaften in den USA, die mit einer staatlichen Konzession ausgestattet waren.
Nach dem Ende des Amerikanischen Bürgerkriegs nahm die Gesellschaft das Projekt einer transkontinentalen Eisenbahnverbindung von Marshall in Texas nach San Diego in Kalifornien in Angriff. Am 1. Juli 1873 wurde der erste Streckenabschnitt von 125 Meilen zwischen Longview und Dallas in Betrieb genommen. Das Projekt geriet jedoch ins Stocken, als 1873 eine Börsenkrise den Aktienwert der Texas Pacific sinken ließ und aufgrund mangelnder Sicherheiten der Gesellschaft keine Kredite mehr gewährt wurden.
Die Texas Pacific machte mit eigenen Mitteln weiter, doch wegen der mangelnden finanziellen Unterstützung konnte eine Verbindung bis zum Pazifik nicht weiterverfolgt werden. Erst im Jahre 1879 gelang es, ein Syndikat zur Finanzierung des Projektes auf die Beine zu stellen. Durch einen Streit mit der Southern Pacific Railroad, die ihre Schienen auf dem Land der Texas Pacific verlegt hatte, wurde der transkontinentale Schienenweg aber nie in dem geplanten Umfang fertiggestellt.
Zwischen 1895 und 1932 übernahm die Texas and Pacific Railway mehrere kleinere Eisenbahngesellschaften und baute so ihr Schienennetz aus. 1931 besaß die Company 365 Lokomotiven, 236 Personen- und 9.816 Güterwagen. Sie verdiente 24 Millionen Dollar mit dem Transport von Gütern und 3,282 Millionen Dollar mit dem Passagierverkehr – 2,721 Millionen Dollar flossen aus sonstigen Einnahmequellen. Ölfunde im Westen von Texas in den späten 1920er Jahren und etwas später auch im Osten von Texas, hatten einen großen Einfluss auf die Texas Pacific. Bereits 1928 machten die Öltransporte 22 % der gesamten Frachttonnage aus.
Den Schwarzen Freitag und die darauf folgende große Depression überstand die Texas Pacific aufgrund ihrer guten finanziellen Basis besser als andere Eisenbahngesellschaften. In den 1960er Jahren konnte die Gesellschaft durch den Aufkauf weiterer kleiner und mittlerer Eisenbahngesellschaften ihr Schienennetz wieder ausbauen. 1974 war das Schienennetz auf insgesamt 1.982 Meilen angewachsen, 1.109 Meilen betrug es allein in Texas. Die Einnahmen aus Frachttransporten betrugen 149.073.000 Dollar. Am 15. Oktober 1976 ging die Texas and Pacific Railway Company in die Missouri Pacific Railroad über.